# Aux-Aussat
Aux-Aussat è un comune francese di 264 abitanti situato nel dipartimento del Gers nella regione dell'Occitania.

## Società

### Evoluzione demografica
Abitanti censiti